# Brahms (Unternehmen)
Die Brahms GmbH (Eigenschreibweise B·R·A·H·M·S GmbH) gehört zum Konzern Thermo Fisher Scientific und arbeitet im Bereich In-vitro-Diagnostik. Sie erforscht, entwickelt und produziert Biomarker für Sepsis, Herzkreislauf-, Lungen- und Tumorerkrankungen sowie die pränatale Frühdiagnostik. Die Produkte werden in mehr als 130 Länder verkauft.
Die Brahms GmbH hat ihren Sitz in Hennigsdorf bei Berlin, dort sind 300 Mitarbeiter beschäftigt.

## Geschichte

Ehemaliges Firmenlogo

Die Entstehung der Brahms GmbH geht auf das erste Management-Buy-out der deutschen pharmazeutischen Industrie zurück. Die Abteilungsleiter der Diagnostiksparte der Firma Henning Berlin / Marion Merrel Dow trieben 1994 die Ausgründung des gesamten Unternehmensbereiches voran. Der Name „B·R·A·H·M·S“ setzt sich aus den ersten Buchstaben der Vornamen der Gründer (Bernd Wegener, Rudolf Nothelfer, Andreas Bergmann,  Herbert Sucka, Metod Miklus und Ute Schütt-Ewald - bei letztgenannter der erste Buchstabe des Nachnamens) zusammen. Das Unternehmen firmierte damals noch unter dem Namen Brahms Diagnostica GmbH in Berlin-Tempelhof. Brahms schrieb von Anfang an schwarze Zahlen und war zur Aufrechterhaltung des Geschäftsbetriebs nicht auf Risikokapitalgeber angewiesen. Forschung und Entwicklung werden aus eigenen Umsätzen finanziert.
Das Wachstum des Unternehmens brachte den Firmensitz in Tempelhof bald an die Kapazitätsgrenze. Im Jahr 2000 zog Brahms deshalb in das Technologiezentrum in Hennigsdorf.
In den 2000er Jahren gründeten sich aus der Brahms im Rahmen von Spin-offs die Biotechnologie Firmen InVivo, InVent, Bioassays, LAD sowie Sphingotec, von denen die meisten nach wie vor ebenfalls im Technologiezentrum in Hennigsdorf angesiedelt sind.

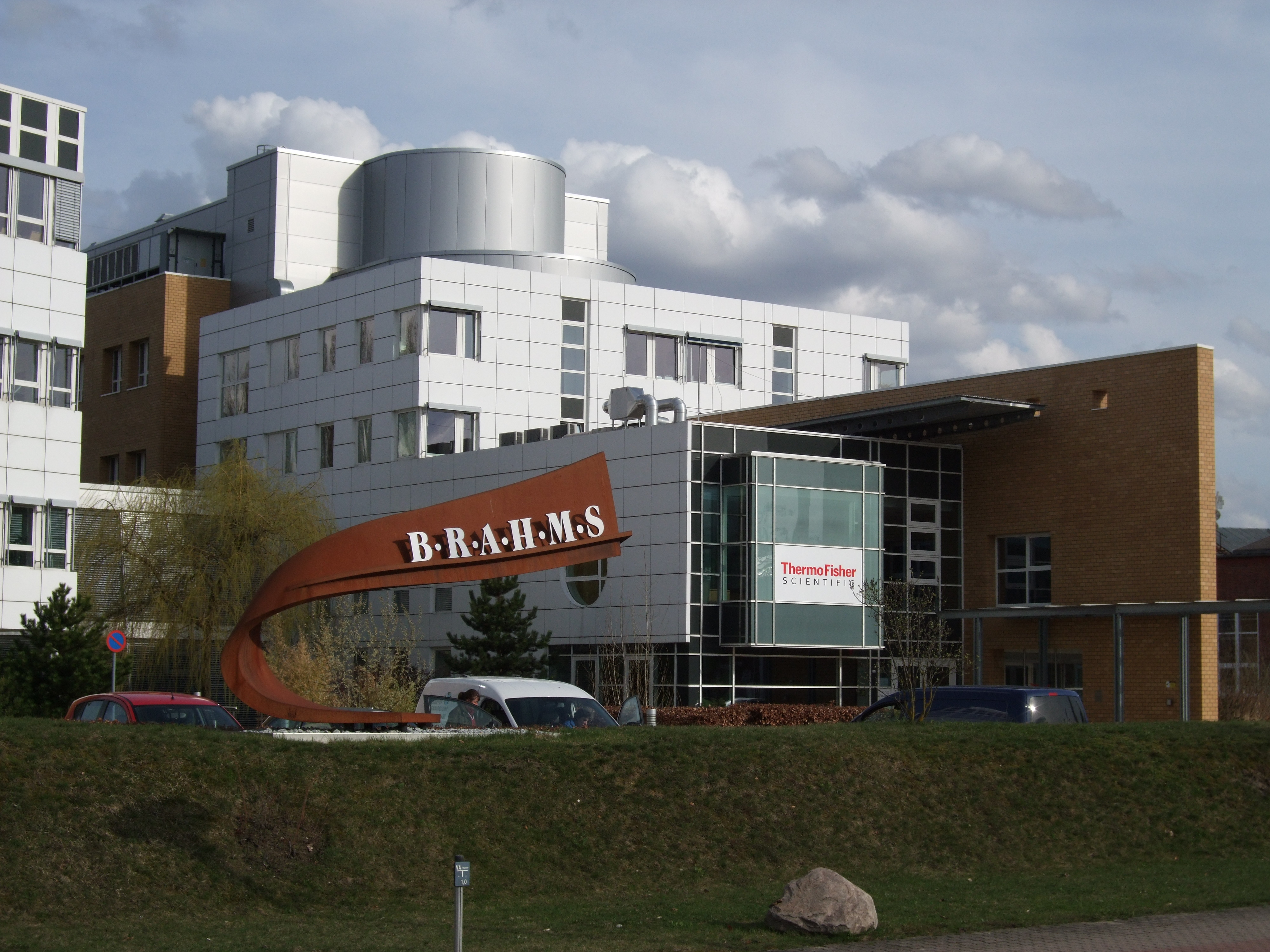
Das Hauptgebäude von Thermo Fisher Scientific, Brahms GmbH in Hennigsdorf

Die Brahms GmbH ist an Forschungskooperationen mit verschiedenen Universitäten beteiligt. 2003 gründete das Unternehmen zum Beispiel zusammen mit der Schering AG und der Experimentellen Endokrinologie der Berliner Charité das Endokrinologische Forschungszentrum (EnForCé) an der Charité.
Die Brahms GmbH wurde Ende 2009 durch das US-amerikanische Unternehmen Thermo Fisher Scientific übernommen.

## Produkte
Die Brahms GmbH ist ein Spezialunternehmen auf dem Gebiet von In-vitro-Diagnostika. Das Unternehmen erforscht, entwickelt und vertreibt Immunassays zur Bestimmung von Antikörpern und Proteinen aus dem Blut von Patienten. Historisch bedingt als ehemaliger Teil der Schilddrüsenfirma Henning Berlin ist Brahms führend auf dem Gebiet der Schilddrüsen-Diagnostik. Das bekannteste Produkt ist der TRAK-Assay zur Bestimmung von Antikörpern gegen den TSH-Rezeptor beim Morbus Basedow. Hier ist die Brahms GmbH Weltmarktführer mit einem Assay, der in klinischen Studien beschrieben wurde.
1995 führte das Unternehmen mit dem Procalcitonin (PCT) einen Biomarker zur Früherkennung der Sepsis ein. Weitere Produkte sind Tumormarker sowie Immunassays zum Pränatalscreening.
Seit 2001 ist die Brahms GmbH auch Hersteller und Vertreiber eines Labor-Vollautomaten (KRYPTOR). Dieser Automat wurde zusammen mit der französischen Firma Cezanne entwickelt und basiert auf einer Lumineszenz-Technologie, für die der französische Chemiker Jean-Marie Lehn 1987 mit dem Nobelpreis für Chemie ausgezeichnet wurde.
Die Forschungsaktivitäten der Brahms GmbH konzentrieren sich auf Biomarker in der Intensivmedizin und Endokrinologie bzw. Pneumologie und Kardiologie. Dazu bestehen wissenschaftliche Kooperationen mit Universitäten in Europa, USA und Asien.